# سیارک ۱۴۰۴۶
سیارک ۱۴۰۴۶ (به انگلیسی: 14046 Keikai، نامگذاری:1995WE5)۱۴۰۴۶مین سیارک کشف شده‌است که در ۱۷ نوامبر ۱۹۹۵ کشف شد.